# Rebab
Il rebab , arabo الرباب o رباب (anche rebap, rabab, rebeb, rababah, al-rababa) è uno strumento ad arco la cui origine si fa ascendere all'Afghanistan, intorno all'VIII secolo e diffuso dagli arabi nel Maghreb, e nel bacino del Mediterraneo. Il rebab è lo strumento dal quale è poi nato il violino, per filiazione dalla medioevale ribeca.

## Lo strumento
Vi sono differenti tipi di rebab che hanno diversi impieghi. Nell'Asia di sud-est il rebab è un grosso strumento simile alla viola da gamba mentre spostandosi verso ovest gli strumenti tendono ad essere più piccoli e dal suono più acuto. I modelli passano dagli artisticamente scolpiti dell'isola di Giava al semplice rebab a due corde egiziano, realizzato da una mezza noce di cocco. Gli esemplari più ricchi ed elaborati hanno una cassa in legno pregiato parzialmente ricoperta da una lamina di rame battuto.

## Impiego
Il rebab è lo strumento base della musica popolare di molti paesi, ed è penetrato anche nella musica classica araba e persiana. Fu uno degli strumenti prediletti dell'Impero ottomano ed è ancora oggi molto diffuso in Turchia nei locali pubblici come le sale da the.